# Sporting Club Imbabura
Sporting Club Imbabura is een professionele voetbalclub uit Ibarra, Ecuador. De club werd opgericht op 3 januari 1993 en kwam tot 2007 uit in de Serie A van Ecuador. Aan het eind van dit seizoen degradeerde de club naar de Serie B, maar in het seizoen 2011 kwam de club opnieuw uit in de hoogste klasse, om vervolgens opnieuw te degraderen.

## Erelijst
Nationaal
- Serie B (1)

2006 [C]
- Segunda Categoría (1)

1995

## Stadion
Imbabura speel zijn thuiswedstrijden in het Estadio Olímpico de Ibarra, met een capaciteit van 17.200 toeschouwers.

## Bekende (oud-)spelers
- Oswaldo Ibarra
- Edmundo Zura